# Miltonia regnellii
Miltonia regnellii (tên tiếng Anh: Regnell's Miltonia) là một loài phong lan có ở đông nam và miền nam Brasil.
 Tư liệu liên quan tới Miltonia regnellii tại Wikimedia Commons

## Hình ảnh

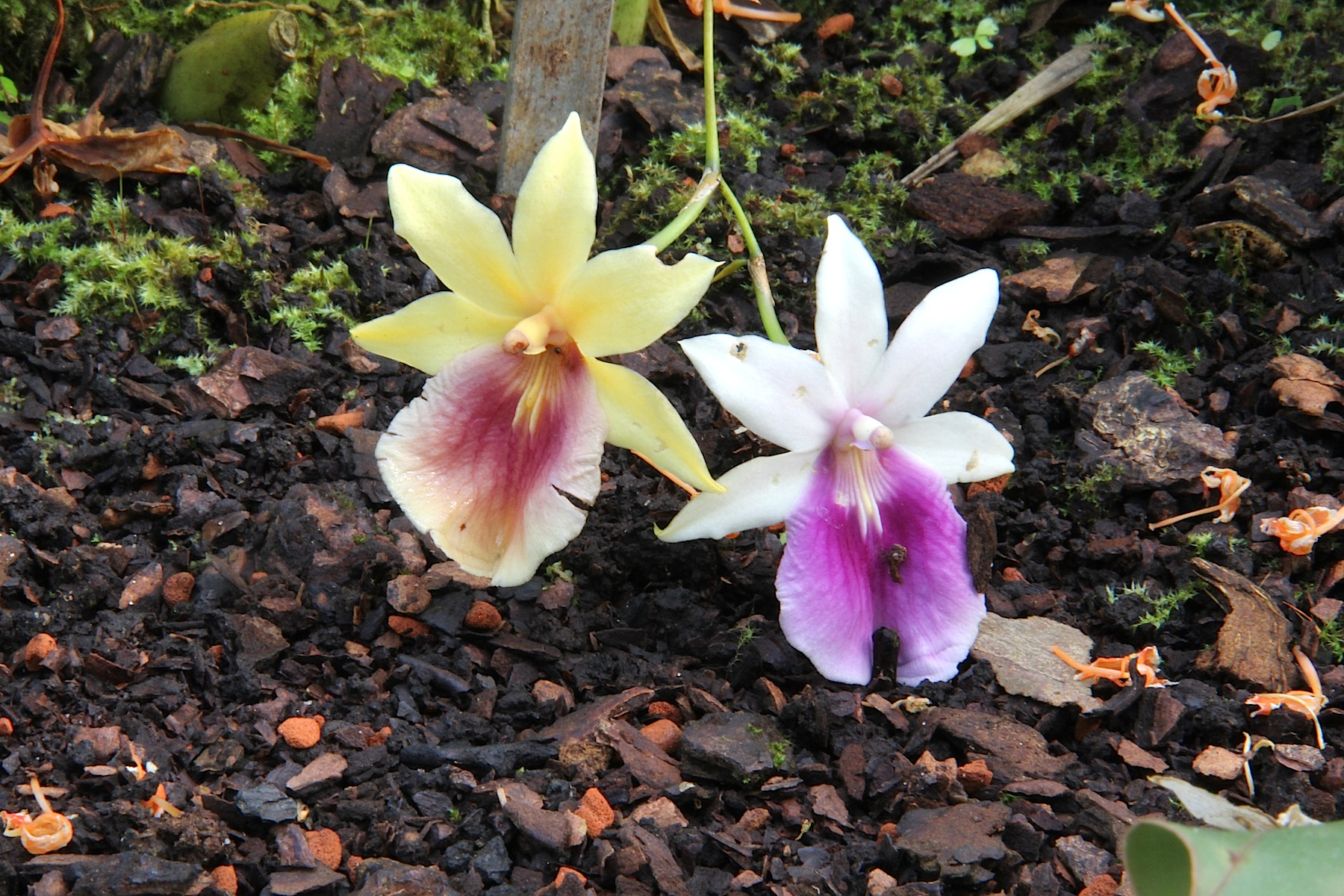
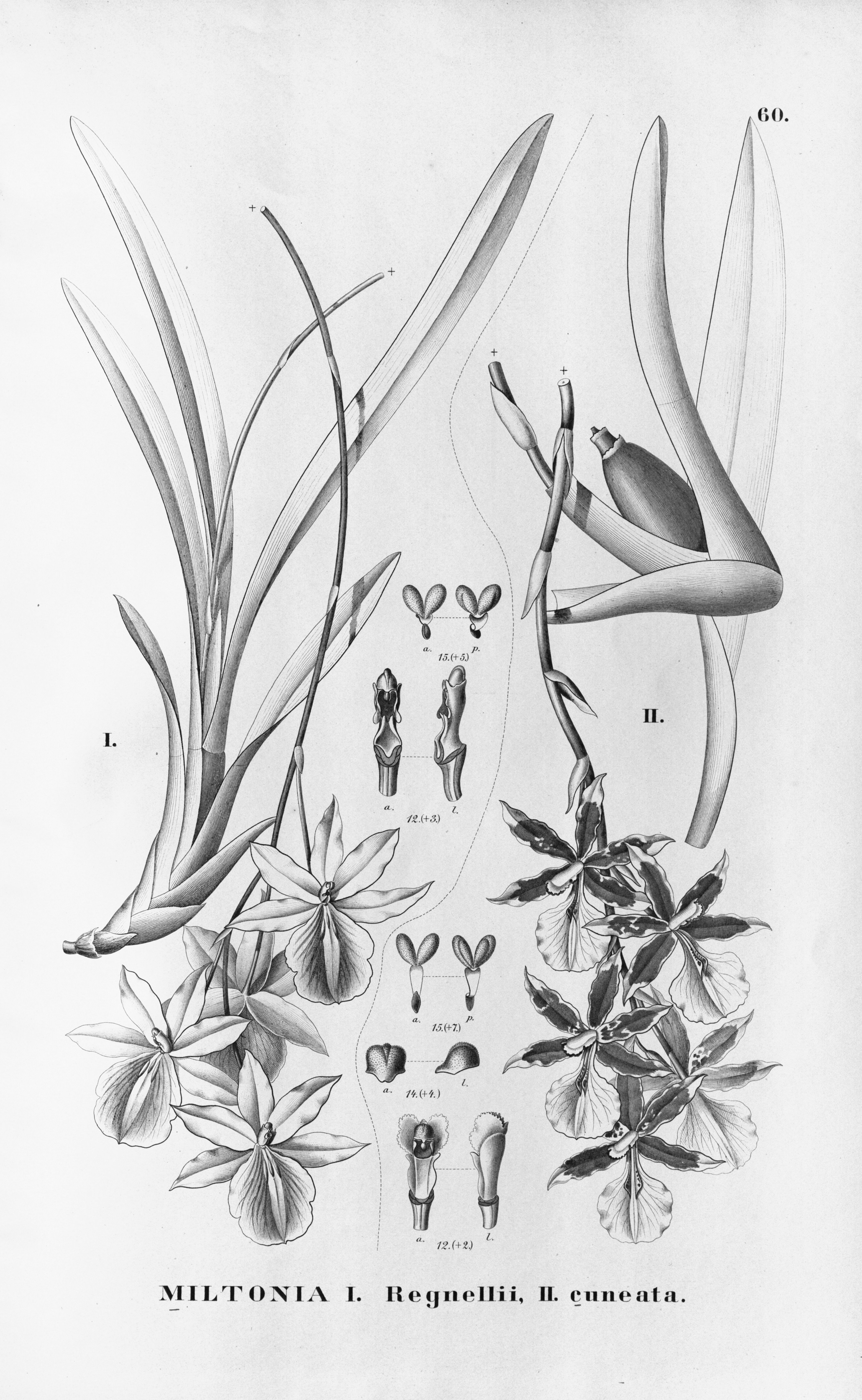
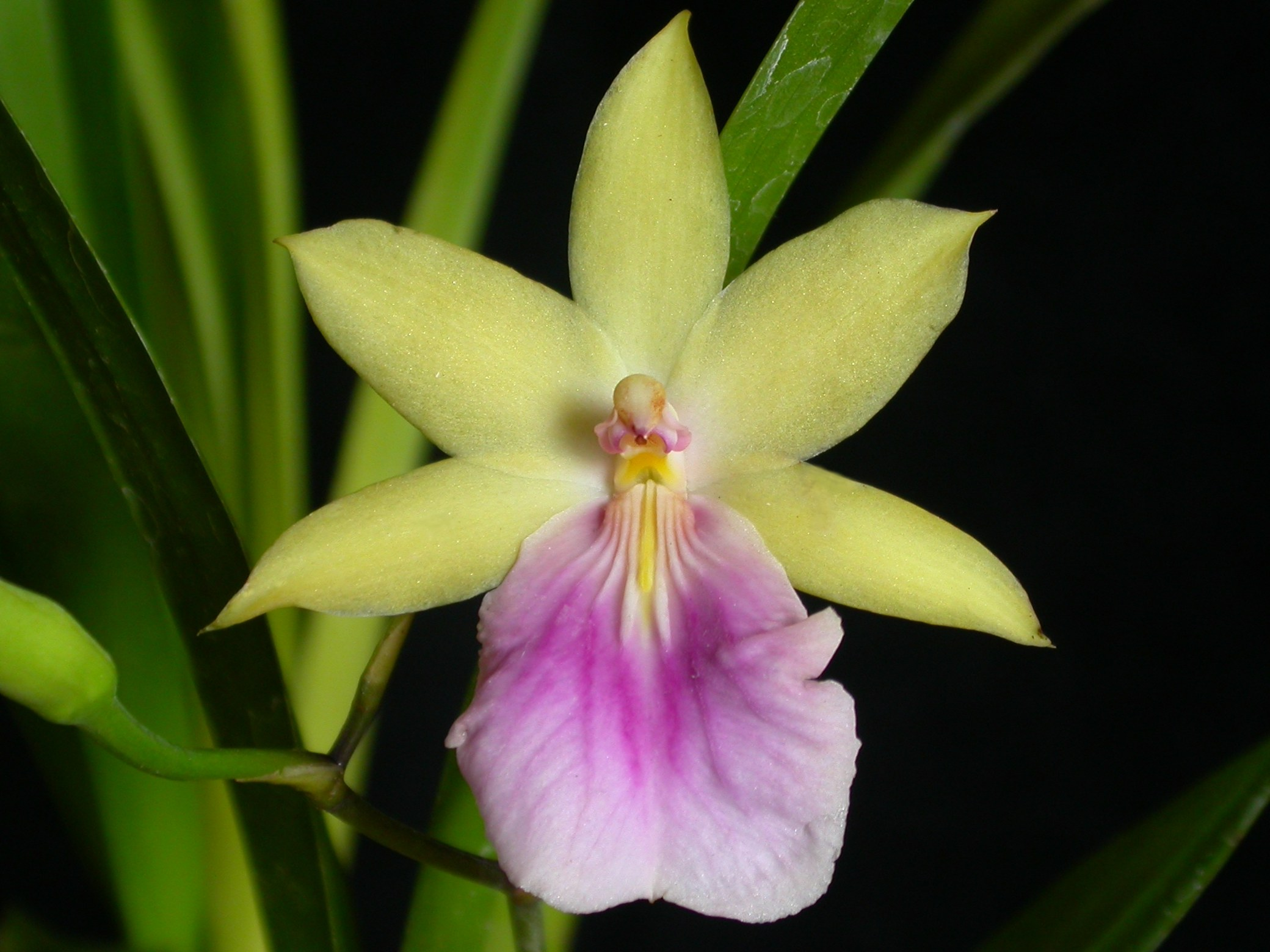
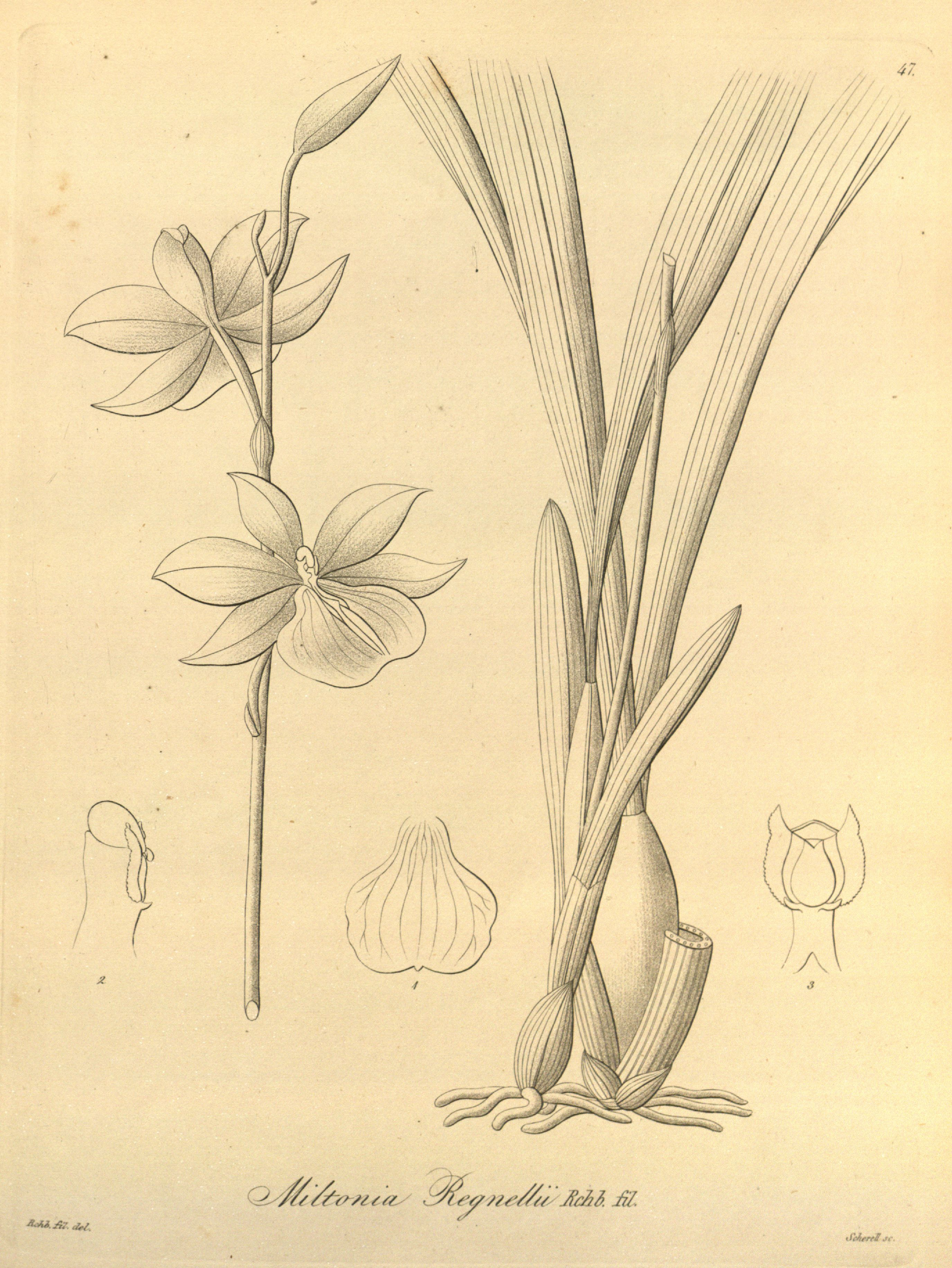